# 沈家巷站
沈家巷站是一个淮南线上的铁路车站，位于安徽省芜湖市鸠江区沈巷镇，始建于1934年，目前为四等站，邮政编码为241012。目前客运：办理旅客乘降；不办理行李、包裹托运；货运：办理整车货物发到；危险货物仅办理农药、化肥发到。